# Luca Crecco
Luca Crecco (Roma, 6 settembre 1995) è un calciatore italiano, centrocampista del Sorrento.

## Carriera

### Club

#### Lazio e i vari prestiti
Cresciuto nell'Ottavia, viene acquistato dalla Lazio nel 2007. Dopo la trafila nelle minori biancocelesti, nella stagione 2011-2012 fa parte prima degli Allievi Nazionali e poi della Primavera vicecampione d'Italia. Nella stagione 2012-2013 è titolare della Primavera guidata dal tecnico Alberto Bollini che conquista il titolo di categoria. Successivamente è inserito tra i convocati della Prima Squadra che partecipano al ritiro di Auronzo di Cadore, prendendo parte a tutte le amichevoli disputate in terra veneta.
Nella stagione successiva, anche essendo convocato spesso in prima squadra, è il titolare inamovibile dello scacchiere biancoceleste del nuovo tecnico della Lazio Primavera Simone Inzaghi. Il 9 aprile 2014 mette a segno una doppietta nel 4-2 per la Lazio contro la Fiorentina Primavera che permette alla Lazio di conquistare la Coppa Italia Primavera.
Esordisce in Serie A, con la maglia della prima squadra della Lazio, il 15 aprile 2013 nella sconfitta casalinga per 2-0 contro la Juventus, subentrando al minuto 67 al compagno di squadra Cristian Ledesma. Il 26 maggio successivo vince la Coppa Italia ai danni dei rivali storici della Roma vincendo la partita per 1-0. Conclude la sua prima stagione da professionista con una sola presenza all'attivo.
Il 18 agosto 2013, seppur non scendendo in campo, perde la Supercoppa italiana 2013 contro la Juventus per 4-0. Anche nella seconda stagione con la maglia della Lazio scende in campo in una sola occasione, precisamente nella vittoria esterna per 2-0 contro il ChievoVerona; partita nella quale subentra ad Antonio Candreva negli ultimi minuti della partita.
Il 30 luglio 2014 viene ceduto, a titolo temporaneo, alla Ternana, squadra militante in Serie B. Esordisce il 17 agosto successivo, in occasione della partita di Coppa Italia, vinta per 2-1, contro il Catanzaro. Il 30 agosto 2014 arriva anche l'esordio in Serie B, in occasione della vittoria per 2-0 contro il Crotone. Conclude la stagione anzitempo per via di una pubalgia quindi il suo bottino presenta 35 presenze.
Il 3 agosto 2015 viene ceduto, sempre in prestito, alla Virtus Lanciano. L'esordio arriva il 9 agosto successivo in occasione del secondo turno di Coppa Italia, contro la Juve Stabia, perso per 0-2. A gennaio, per via del poco utilizzo nella squadra, viene rispedito alla Lazio che decide di girarlo, nuovamente in prestito, al Modena. L'esordio arriva il 16 gennaio 2016 in occasione della trasferta persa, per 2-1, contro il Vicenza; in tale occasione viene anche espulso. Conclude il prestito con un totale di 15 presenze non riuscendo ad evitare la retrocessione della squadra in Lega Pro.
L'11 luglio 2016 viene ceduto, sempre in prestito, al Trapani. Il 26 agosto 2016, dopo aver svolto la preparazione con la squadra granata, il prestito viene girato all'Avellino. L'esordio arriva il 10 settembre successivo in occasione del pareggio interno, per 0-0, contro il Trapani. Il 31 gennaio 2017, dopo 12 presenze con la maglia dell'Avellino, viene richiamato dal club biancoceleste. Torna a vestire la maglia della Lazio il 1º marzo successivo in occasione della semifinale di Coppa Italia vinta, per 2-0, contro la Roma. Il 23 aprile 2017 torna a disputare una partita di Serie A dopo tre anni, due mesi e venti giorni dall'ultima; in tale occasione mette a segno anche il gol del definitivo 6-2 per la Lazio sul Palermo, tale rete risulta essere la sua prima marcatura da professionista. Il 17 maggio 2017 perde la finale di Coppa Italia poiché la sua squadra viene superata, per 2-0, dalla Juventus. Conclude la stagione con un bottino di 4 presenze e 1 rete.
Il 22 settembre 2017, vista l'emergenza che colpisce il club biancoceleste con quattro difensori centrali infortunati, la società decide di sostituirlo nella lista dei venticinque giocatori reintegrando il brasiliano Maurício; il centrocampista comunque rimarrà a disposizione della squadra per l'Europa League. Il 23 novembre successivo disputa la sua prima partita di Europa League in occasione del pareggio interno, per 1-1, contro gli olandesi del Vitesse. Conclude la stagione con la vittoria della Supercoppa italiana e 2 presenze.

#### Pescara
Il 7 agosto 2018 si trasferisce, a titolo definitivo, al Pescara, firmando un contratto triennale. L'esordio arriva il 25 settembre successivo in occasione della vittoria casalinga, per 2-1, contro il Crotone. Il 30 ottobre successivo, sigla la sua prima rete in maglia bianco-azzurra nella partita pareggiata 1-1 in trasferta contro il Cosenza. Il 29 gennaio 2021 viene ceduto in prestito al Cosenza.. Con i silani segna la prima rete il 7 marzo successivo, nella partita interna col Frosinone, poi persa per 2-1.
Il 15 luglio 2021 viene ceduto nuovamente in prestito, questa volta al Vicenza.

#### Taranto e Latina
Dopo aver iniziato la stagione con il Pescara il 24 gennaio 2023 passa a titolo definitivo al Taranto. Il 17 agosto 2023 viene girato in prestito annuale al Latina. Il 12 agosto 2024, vista anche la delicata situazione finanziaria del club, si svincola dal Taranto e ritorna al Latina.

## Statistiche

### Presenze e reti nei club
Statistiche aggiornate al 28 aprile 2025.
| Stagione        | Squadra         | Campionato      | Campionato | Campionato | Coppe nazionali | Coppe nazionali | Coppe nazionali | Coppe continentali | Coppe continentali | Coppe continentali | Altre coppe | Altre coppe | Altre coppe | Totale | Totale |
| Stagione        | Squadra         | Comp            | Pres       | Reti       | Comp            | Pres            | Reti            | Comp               | Pres               | Reti               | Comp        | Pres        | Reti        | Pres   | Reti   |
| --------------- | --------------- | --------------- | ---------- | ---------- | --------------- | --------------- | --------------- | ------------------ | ------------------ | ------------------ | ----------- | ----------- | ----------- | ------ | ------ |
| 2012-2013       | Lazio           | A               | 1          | 0          | CI              | 0               | 0               | UEL                | 0                  | 0                  | -           | -           | -           | 1      | 0      |
| 2013-2014       | Lazio           | A               | 1          | 0          | CI              | 0               | 0               | UEL                | 0                  | 0                  | SI          | 0           | 0           | 1      | 0      |
| 2014-2015       | Ternana         | B               | 34         | 0          | CI              | 1               | 0               | -                  | -                  | -                  | -           | -           | -           | 35     | 0      |
| 2015-gen. 2016  | Virtus Lanciano | B               | 10         | 0          | CI              | 1               | 0               | -                  | -                  | -                  | -           | -           | -           | 11     | 0      |
| gen.-giu. 2016  | Modena          | B               | 15         | 0          | CI              | 0               | 0               | -                  | -                  | -                  | -           | -           | -           | 15     | 0      |
| 2016-gen. 2017  | Avellino        | B               | 12         | 0          | CI              | 0               | 0               | -                  | -                  | -                  | -           | -           | -           | 12     | 0      |
| gen.-giu. 2017  | Lazio           | A               | 3          | 1          | CI              | 1               | 0               | -                  | -                  | -                  | -           | -           | -           | 4      | 1      |
| 2017-2018       | Lazio           | A               | 0          | 0          | CI              | 0               | 0               | UEL                | 2                  | 0                  | SI          | 0           | 0           | 2      | 0      |
| Totale Lazio    | Totale Lazio    | Totale Lazio    | 5          | 1          |                 | 1               | 0               |                    | 2                  | 0                  |             | 0           | 0           | 8      | 1      |
| 2018-2019       | Pescara         | B               | 21+2       | 2          | CI              | 0               | 0               | -                  | -                  | -                  | -           | -           | -           | 23     | 2      |
| 2019-2020       | Pescara         | B               | 22+1       | 1          | CI              | 0               | 0               | -                  | -                  | -                  | -           | -           | -           | 23     | 1      |
| 2020-gen. 2021  | Pescara         | B               | 10         | 0          | CI              | 0               | 0               | -                  | -                  | -                  | -           | -           | -           | 10     | 0      |
| gen.-giu. 2021  | Cosenza         | B               | 16         | 1          | CI              | 0               | 0               | -                  | -                  | -                  | -           | -           | -           | 16     | 1      |
| 2021-2022       | Vicenza         | B               | 31         | 1          | CI              | 1               | 0               | -                  | -                  | -                  | -           | -           | -           | 32     | 1      |
| 2022-gen. 2023  | Pescara         | C               | 5          | 1          | CI-C            | 2               | 0               | -                  | -                  | -                  | -           | -           | -           | 7      | 1      |
| Totale Pescara  | Totale Pescara  | Totale Pescara  | 58+3       | 4          |                 | 2               | 0               |                    | -                  | -                  |             | -           | -           | 63     | 4      |
| gen.-giu. 2023  | Taranto         | C               | 8          | 0          | CI-C            | 0               | 0               | -                  | -                  | -                  | -           | -           | -           | 8      | 0      |
| 2023-2024       | Latina          | C               | 33+1       | 2          | CI-C            | 1               | 0               | -                  | -                  | -                  | -           | -           | -           | 35     | 2      |
| 2024-2025       | Latina          | C               | 25         | 3          | CI-C            | 0               | 0               | -                  | -                  | -                  | -           | -           | -           | 25     | 3      |
| Totale Latina   | Totale Latina   | Totale Latina   | 58+1       | 5          |                 | 1               | 0               |                    | -                  | -                  |             | -           | -           | 60     | 5      |
| Totale carriera | Totale carriera | Totale carriera | 250        | 12         |                 | 7               | 0               |                    | 2                  | 0                  |             | 0           | 0           | 259    | 12     |

## Palmarès

### Competizioni giovanili
- Campionato Primavera: 1

Lazio: 2012-2013
- Coppa Italia Primavera: 1

Lazio: 2013-2014

### Competizioni nazionali
- Coppa Italia: 1

Lazio: 2012-2013
- Supercoppa italiana: 1

Lazio: 2017